# Територія Дакота

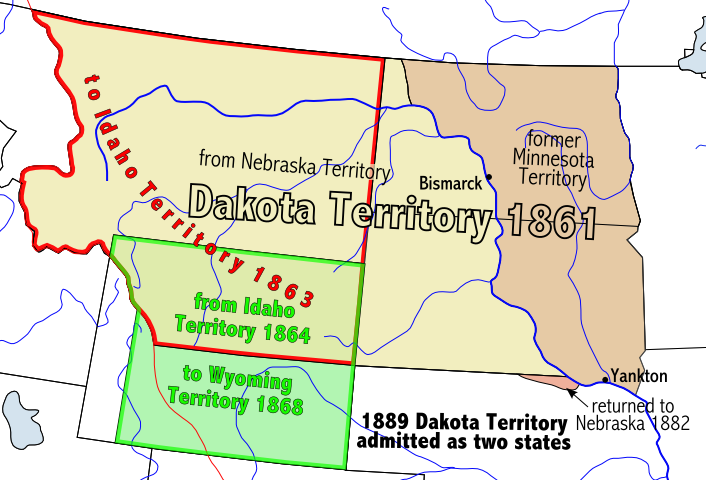

46° пн. ш. 104° зх. д. / 46° пн. ш. 104° зх. д.
Територія Дакота — організована інкорпорована територія США, що існувала з 2 березня 1861 року по 2 листопада 1889 року, коли її залишки були розділені та включені до складу новостворених штатів Північна і Південна Дакота.

## Історія
Територія Дакота була найпівнічнішою частиною земель, придбаних США в результаті Купівлі Луїзіани. Її назва походить від назви племені Дакота, що населяли цю територію в той час. Значна частина новоствореної Території Дакота раніше входила до складу Територій Міннесота і Території Небраска. Після отримання Міннесотою статусу штату в 1858 році землі між західним кордоном нового штату і річкою Міссурі залишилися неорганізованими, а після підписання в цьому ж році Янктонського договору, за яким колишні землі племені Лакота переходили під управління уряду США, поселенці, які проживали на цих неорганізованих землях, почали домагатися надання їм статусу Території. Три роки по тому Територія Дакота була офіційно створена.
На момент створення, Територія Дакота, крім майбутніх Північної та Південної Дакоти, охоплювала сучасні штати Монтана і Вайомінг. До 1868 року створення нових територій скоротило Територію Дакота до сучасних кордонів обох штатів Дакота. Межі округів всередині території були визначені 1872 року.
Столицею території з 1861 до 1883 року було місто Янктон, потім столиця була перенесена в Бісмарк. 2 листопада 1889 року територія була розділена на два штати — Північна і Південна Дакота.